# George Rosenkranz

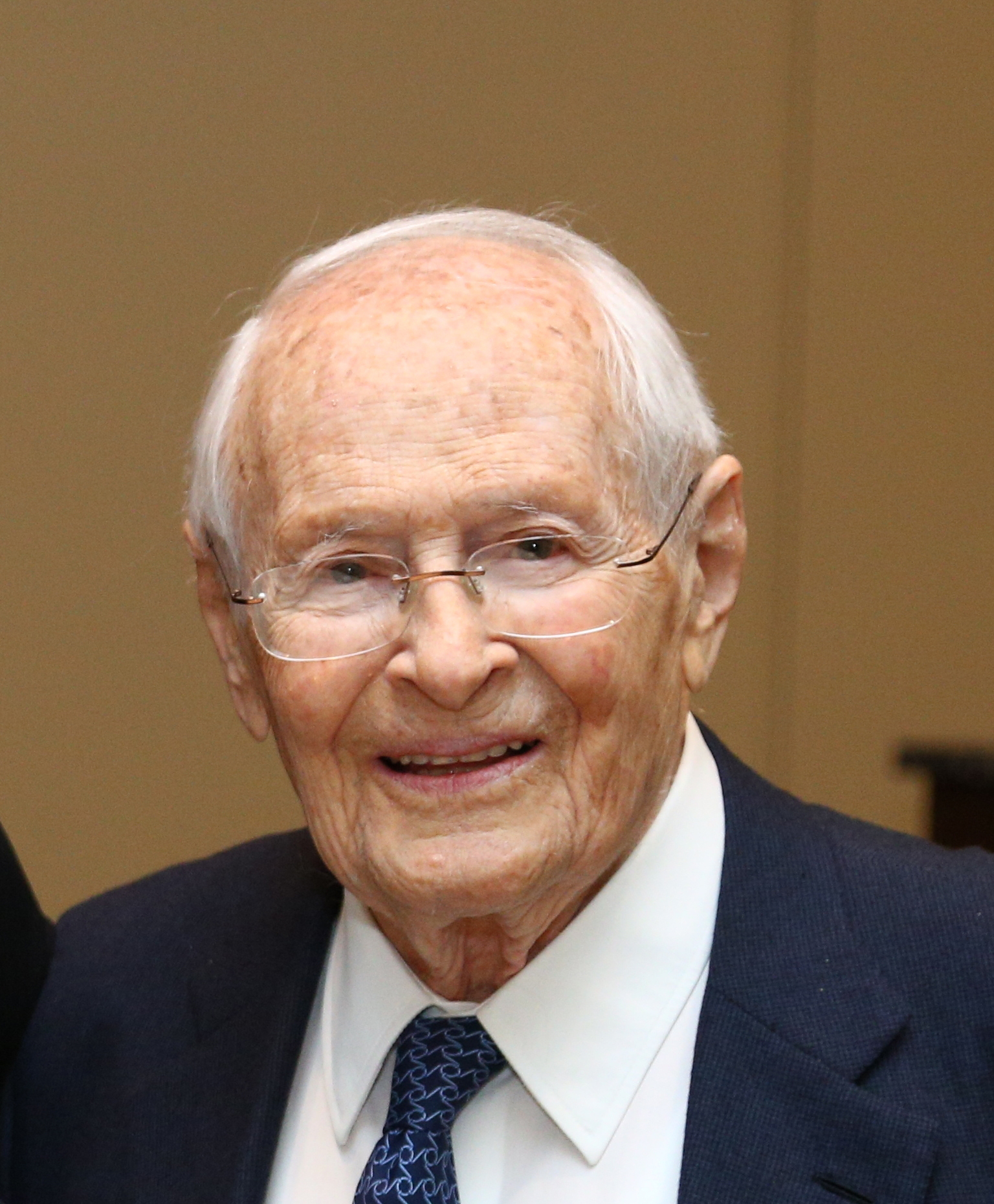
George Rosenkranz (2013)

György (George) Rosenkranz (Boedapest, 20 augustus 1916 – Atherton (Californië), 23 juni 2019) was een Joods-Hongaars-Mexicaanse chemicus die mede bekendheid genoot als bridgespeler en bridgetheoreticus. 
Na zijn opleiding moest hij vertrekken uit Europa (vanwege de oorlog en de Jodenvervolging) en hij vestigde zich ten slotte in 1945 in Mexico. Hij was werkzaam bij het bedrijf Syntex en was daar mede-uitvinder van de anticonceptiepil. Later was hij tot zijn pensioen in 1996 voorzitter van de Raad van Bestuur bij dit bedrijf.
Naast zijn maatschappelijke carrière was hij tevens een bridgespeler op wereldklasseniveau en de meest succesvolle in Mexico. Hij won diverse malen het Noord-Amerikaanse bridgekampioenschap en leverde de uitzonderlijke prestatie dat hij ooit alle vier de belangrijkste Amerikaanse bridgetitels veroverde: de Grand Nationals, Reisinger, Spingold en Vanderbilt. Hij vertegenwoordigde Mexico tijdens meerdere Wereld Bridge Olympiades.
Naast zijn bridgesuccessen leverde hij ook een belangrijke bijdrage aan de biedtheorie van bridge. Hij publiceerde het Romex biedsysteem (uitbreiding van Standard American). Ook was hij bedenker en naamgever van het Rosenkranzdoublet. Meestal samen met Philip Adler schreef hij elf boeken over bridge:
- The Romex System of Bidding
- Win with Romex
- Bid your Way to the Top
- Modern Ideas in Bidding
- Bridge – the Bidder's Game
- Trump Leads
- Tips for Tops
- Bid to Win, Play for Pleasure
- Godfrey's Bridge Challenge
- Stairway To The Stars
- Godfrey's Angels